# Астурци
Астурци су романски народ који је настањен на северу Шпаније, тачније у аутономној области Астурија. Астураца има укупно 1.090.243, од тога 1 милион у Шпанији, а остатак у Аргентини, Мексику, Куби, Белгији, Венецуели и другим државама. Астурски су по вероисповести већином католици, а говоре астурским и шпанским језиком, који спадају у романску групу индоевропске породице језика.

## Језик
Астуријски језик културно порекло води од визиготског, келтиберског и латинског језика. Њиме говори око 40% популације и није признат као званични језик у Шпанији.